# Parque Flamboyant
Parque Flamboyant é um parque de Goiânia. Localizado no Jardim Goiás, próximo ao estádio Serra Dourada, o Parque Flamboyant Lourival Louza foi construído numa área de mais de 125 mil metros quadrados que pertencia ao Flamboyant Shopping Center. O parque possui dois lagos, pista para caminhada, pista para ciclismo e parque infantil, entre outras atrações.[carece de fontes?]
Foi inaugurado em 2007, com ponte de madeira, um mirante, espaço para crianças, ciclovia, pista de cooper, estação de ginástica e caminhos internos. Em breve, um jardim japonês também fará parte do local. O parque, que fica bem próximo do estádio Serra Dourada, abriga remanescentes de veredas, com buritis e outras árvores nativas do cerrado. Atração à parte são os diversos animais encontrados nos dois lagos - um deles, inclusive, com fonte luminosa. Além de entrada gratuita, o lugar pode ser visitado durante dia e noite.